# مثل بالمثل
نمو المثل بالمثل (LFL) هو مقياس لمعدل النمو في المبيعات، والذي يتم تعديله ليتناسب مع الأعمال التجارية الجديدة أو منقولة الملكية. ويُستخدم ذلك المؤشر على نطاقٍ واسع لقياس الأداء التجاري الحالي لتجار التجزئة. ومن الضروري إدخال تعديلات عليه عند استخدامه مع الأعمال التجارية التي تُظهر ديناميكية ملحوظة في التوسع أو البيع أو الإغلاق. ولا تكون مقارنة أرقام المبيعات في فتراتٍ زمنيةٍ مختلفة ذات مغزى، كمقياسٍ لفعالية وظيفة المبيعات، إلا في حال استخدام القاعدة نفسها في القياس.
تقارن إحدى الطرق مبيعات العام الأخير فقط بتلك المبيعات الناتجة عن الأنشطة أو المواقع التي كانت موجودة في العام الماضي أيضًا. وستتجاهل هذه الطريقة المبيعات التي كانت ممكنة فقط هذا العام، وذلك لبعض الأسباب، مثل الاندماج أو الاستحواذ أو إطلاق منتج جديد أو فتح متجر جديد.
ومع ذلك، فإن هناك مجموعة كبيرة من الطرق البديلة المستخدمة في الحساب، والتي تجعل من الصعب مقارنة الأرقام المقدرة من تجار تجزئة مختلفين.
مقارنة مبيعات هذا العام بمبيعات العام الماضي من خلال مراجعة المبيعات الحالية الناتجة فقط من الأنشطة التي كانت موجودة العام الماضي أيضًا. وستتجاهل هذه الطريقة المبيعات التي كانت ممكنة هذا العام فقط، وذلك لبعض الأسباب، مثل الاندماج أو الاستحواذ أو إطلاق منتج جديد.
ويتحقق نصيب المبيعات الحالية من خلال الأنشطة التي يمكن مقارنتها بأنشطة العام الماضي. ويفسر قاموس «إنفيستوبيديا» مصطلح مبيعات المثل بالمثل. ويُعد استخدام مبيعات المثل بالمثل طريقة تقييم تحاول استبعاد أية تأثيرات ناتجة عن التوسع أو الاستحواذ أو أحداث أخرى تسهم بشكل زائف في زيادة مبيعات الشركة. على سبيل المثال، إذا كنت تحاول مقارنة المبيعات الإجمالية لشركة «إيه بي سي» هذا العام بالعام الماضي، فمن المنطقي أن تستبعد من المعادلة أية مبيعات ناتجة عن عمليات الاستحواذ هذا العام.